# Dave McMillan
Dave McMillan (ur. 18 maja 1944 w Christchurch) – nowozelandzki kierowca wyścigowy.

## Życiorys
W 1971 roku McMillan zadebiutował w Nowozelandzkiej Formule Ford. W 1973 roku wygrał samochodem Opert Titan dwa wyścigi w tej serii i został jej mistrzem. W sezonie 1976 Lolą T342 wygrał wszystkie 15 wyścigów i po raz drugi zdobył mistrzostwo. Rok później zadebiutował w Formule Atlantic, uczestniczył również w tym okresie w Formule Pacific oraz Formule Super Vee. W latach 1979–1980 ścigał się w USAC Mini-Indy Series, zajmując szóste miejsce w serii w 1980 roku. Również w 1980 roku był trzeci w Amerykańskiej Formule Super Vee, wygrał także Nowozelandzką Formułę Pacific. W 1981 roku wygrał Grand Prix Nowej Zelandii. Również w 1981 roku zajął piąte miejsce w Amerykańskiej Formule Super Vee, a rok później zadebiutował w Australian Drivers' Championship. Również w 1982 roku wygrał Formułę Atlantic. Startował ponadto w Formule Mondial: północnoamerykańskiej (1983) i nowozelandzkiej (1986). W 1986 roku zajął trzecie miejsce w wyścigu Nissan Mobil 500 Wellington.
Został wcielony do New Zealand Motorsports Wall of Fame.